# Motociclismo d'Epoca
Motociclismo d'Epoca è stata una rivista italiana specializzata nella trattazione di argomenti relativi alla produzione e allo sport motociclistici del passato.
Nel panorama delle riviste mondiali del settore, viene considerata tra le più autorevoli e documentate, grazie alla possibilità di accedere in via esclusiva, quale fonte primaria, al colossale archivio della rivista-madre Motociclismo, risalente alla prima edizione del maggio 1914, che conserva la più importante ed organica raccolta documentale esistente in materia, rappresentando una memoria storica del motociclismo internazionale.
La pubblicazione in nuce di Motociclismo d'Epoca iniziò nel 1988 e proseguì fino al 1994 con cadenza annuale, quale edizione speciale della rivista Motociclismo, con la denominazione provvisoria di Motociclismo Speciale Moto d'Epoca. I fascicoli editi in questa veste, vengono definiti come i 7 "numero zero" che anticiparono l'uscita della rivista in forma di testata autonoma, avvenuta nel febbraio 1995 con periodicità bimestrale, divenuta mensile dal gennaio 1999, sempre sotto la direzione di Carlo Perelli che dal 2000 è stato affiancato da Alberto Pasi in qualità di condirettore. 
Nel maggio 2021 lo storico editore Edisport Editoriale ha ceduto la testata al gruppo Sportcom, insieme ad altre cinque tra cui anche Motociclismo, Automobilismo e Automobilismo d'Epoca.
Motociclismo d'Epoca ha cessato le pubblicazioni ad aprile 2024. A settembre 2024 è stato chiuso anche il sito internet.
Nel marzo 2025 Sportcom viene posta in liquidazione giudiziale.